# Addio mio amore
Addio mio amore è un singolo del cantautore italiano Tiziano Ferro, pubblicato il 3 marzo 2023 come quarto estratto dall'ottavo album in studio Il mondo è nostro.

## Descrizione
Quarta traccia del disco, il brano è stato scritto da Tiziano Ferro.
La canzone è stata anche adattata in lingua spagnola da José Manuel Moles e Juan Mari Montes con il titolo Adiós mi amor, pubblicata nell'album El mundo es nuestro ed estratta sempre il 3 marzo 2023 come primo singolo in Spagna.

## Video musicale
Il videoclip in lingua italiana e in lingua spagnola è stato diretto da Walid Azami e reso disponibile in contemporanea con l'uscita del singolo sul canale YouTube del cantautore.

## Classifiche
| Classifica (2022) | Posizione massima |
| ----------------- | ----------------- |
| Italia            | 98                |